# Pansarskepp

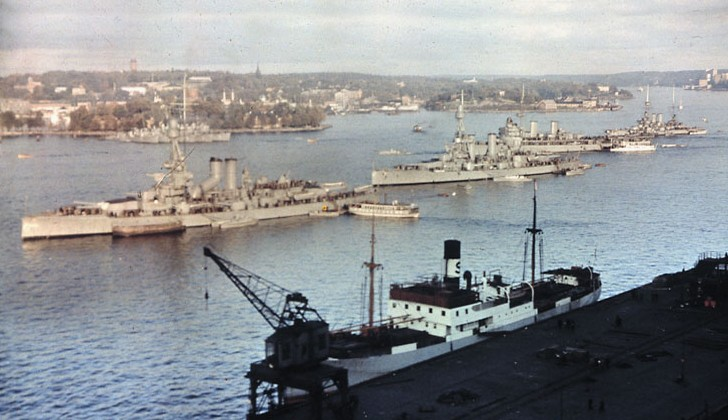
Kustflottan på Strömmen 1937. Fartygen är från vänster pansarskeppet HMS Sverige, systerfartyget HMS Drottning Victoria, flygplanskryssaren HMS Gotland och ytterligare ett pansarskepp, förmodligen ur Äran-klassen. I bakgrunden ligger fem jagare.

Ett pansarskepp (fram till 1920-talet benämnt 1:a klass pansarbåt i Sverige) kan beskrivas som ett örlogsfartyg med mindre än 10 000 tons deplacement, bestyckat med tungt artilleri och av samma storlek som en pansarkryssare, men med begränsad högsjökapacitet. 
Pansarskeppen utnyttjades främst av mindre staters mariner, bland annat Nederländernas, Greklands och de nordiska staternas.
Pansarskeppens främsta uppdrag var att försvara kuster och de har ibland kallats för kustslagskepp, men pansarskeppen räknas inte in bland slagskeppen. Det var de facto en utveckling av monitorerna och pansarkanonbåtarna och typen användes mycket bland mindre länders flottor i Europa från sent 1800-tal till mitten av 1900-talet. De utgjorde ofta huvudfartygstyp i sina respektive flottor. Deras konstruktion och design liknade ofta pre-Dreadnought-fartygen. Huvudbestyckningen var ofta fördelad på två torn (ett i fören och ett i aktern) men de var mindre till storleken - 3 000 till 7 000 ton. Pansarskeppen var ofta beväpnade med två och senare fyra svåra pjäser med kalibern 203-280 mm (8-11 tum) och några mindre kanoner. I jämförelse med pre-Dreadnought och Dreadnought-fartygen var de underbeväpnade men var av större värde i grunda vatten (på grund av mindre djupgående) såsom bland skärgård och i fjordar. Av denna anledning blev fartygstypen speciellt populär bland de nordiska flottorna. De användes i huvudsak som mobila kustartillerifort. Få pansarskepp såg strid i första världskriget och några deltog aktivt i det andra. De sista pansarskeppen skrotades på 1950- och 1960-talet.
Bland de länders flottor som använde pansarskepp som sina huvudfartyg kan räknas: Sverige, Finland, Grekland, Nederländerna, Norge, Belgien, Portugal och Thailand. Även Ryssland använde några (tre fartyg av Admiral Usjakov-klass). Dessa deltog i slaget vid Tsushima, långt från sina hemmavatten. Där sänktes en och två kapitulerade för japanerna som sedan övertog dem för eget bruk. Även Tyskland och Österrike-Ungern experimenterade med pansarskepp.
Bortsett från några fartyg som var specialbyggda för kustförsvar använde vissa flottor föråldrade pre-Dreadnoughts i denna roll. De var större och bättre beväpnade och hade även bättre sjöegenskaper.

## Kategorisering
Denna fartygsklass har alltid kategoriserats olika av olika länder på grund av traktat, olika bedömningsgrunder och även stolthetsskäl. I Storbritannien kallades de nordiska fartygen för "Kustförsvarsskepp" (Coast Defence Ships) och de tyska för "Fickslagskepp" (Pocket Battleships). Tyskarna själva kallade först sina egna, större och havsgående fartyg för "Pansarskepp" (Panzerschiff ) och de nordiska fartygen kallades för "Kustpansarskepp" (Küstenpanzerschiff). Deutschland-klassen omklassificerades under vintern 1939/1940 till "Tunga kryssare" (Schwere Kreuzer). De tyska fartygen överskred medvetet Versaillesfredens begränsning om 10 000 ton, men vid planeringsskedet uppgavs de hålla sig inom gränserna. I Danmark kallades klassen både för "Kustförsvarsskepp" (Kystforsvarsskib) och "Pansarskepp" (Panserskib). I Nederländerna kallades de för "Kryssare" (Kruiser), "Pansarskepp" (Pantserschip) eller "Slagskepp" (Slagschip).

## Fartyg av klassen

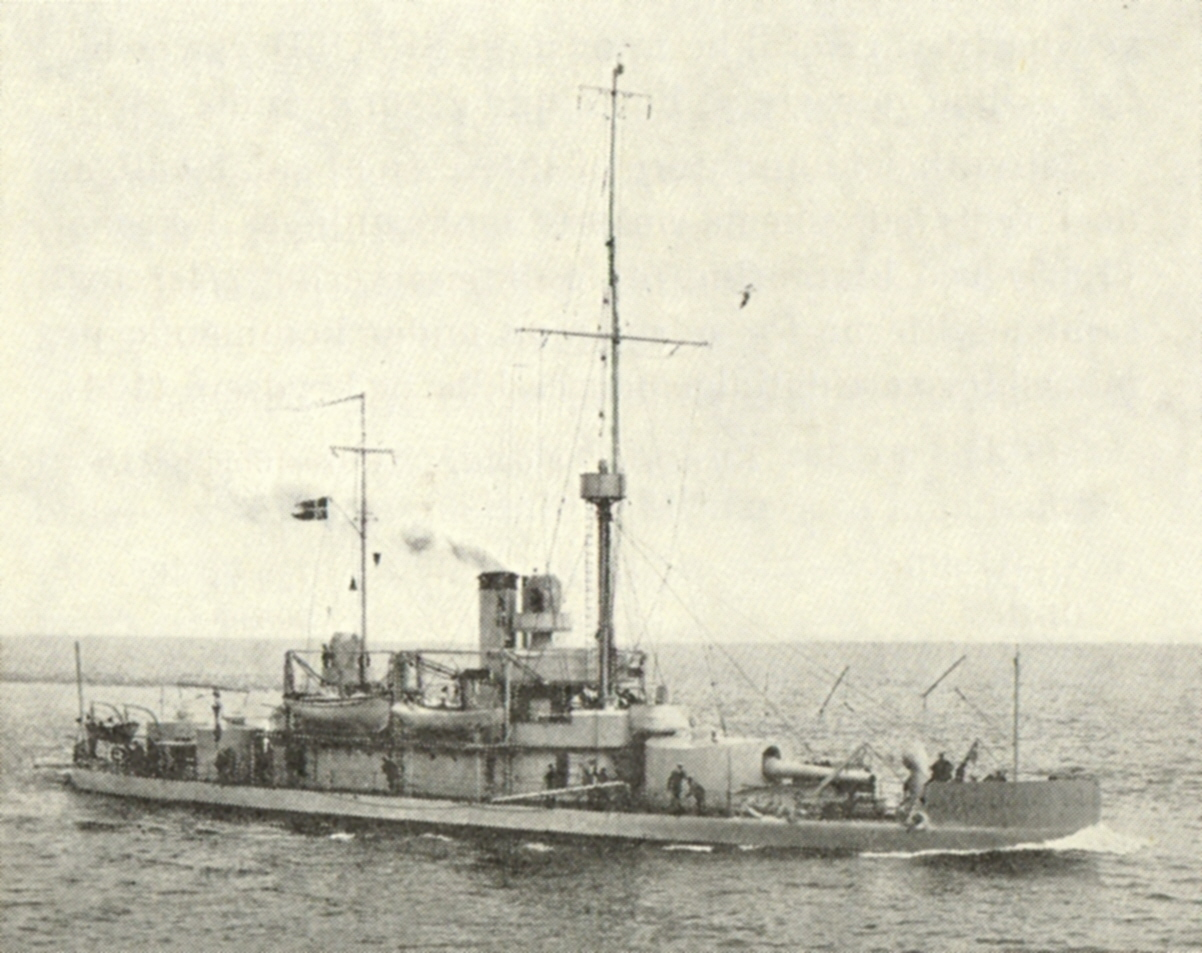
Skjold

### Danmark

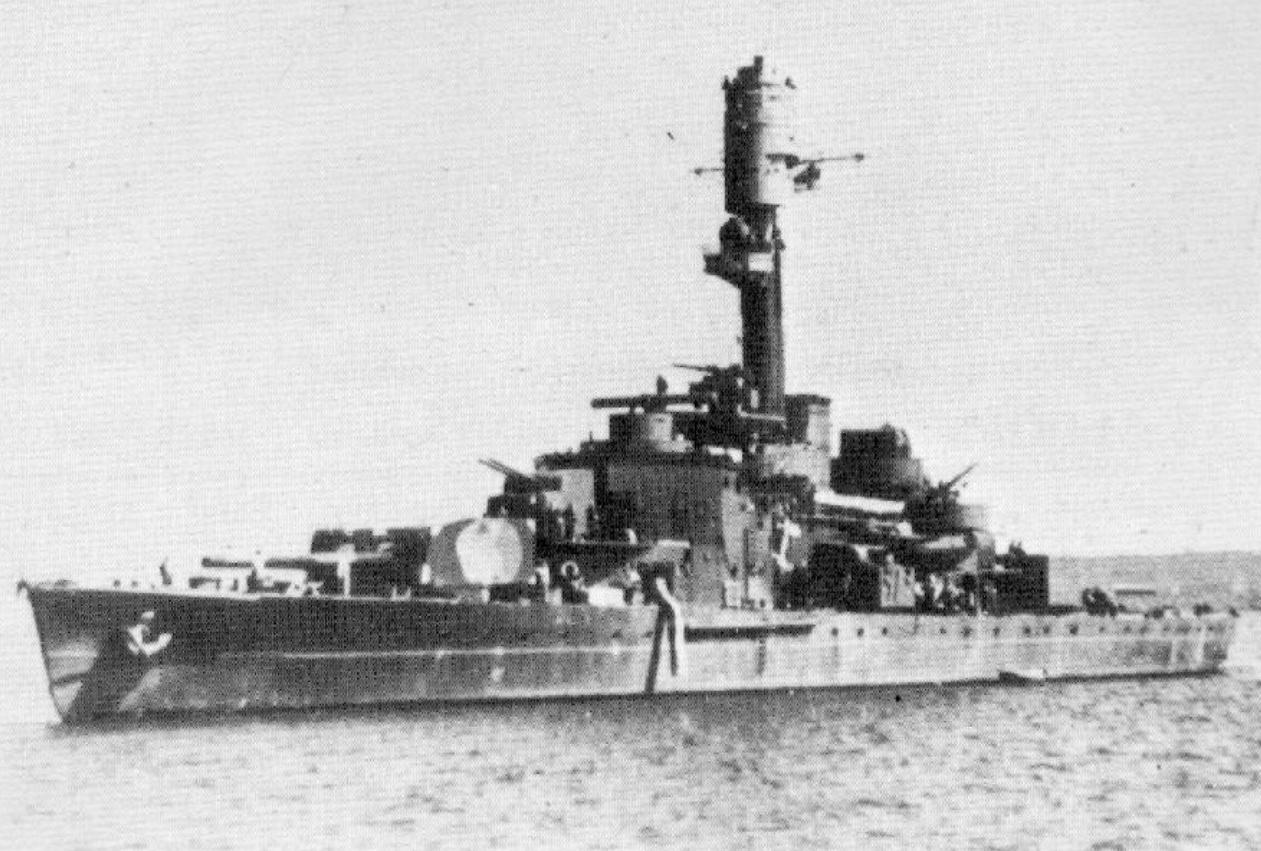
Väinämöinen

- Odin (1874-1912)
- Tordenskjold (1882-1908)
- Iver Hvitfeldt (1887-1919)
- Skjold (1897-1929)
- Herluf Trolle (1901-1932)
- Olfert Fischer (1905-1936)
- Peder Skram (1908-1943)

### Finland
Väinämöinen-klass
- Väinämöinen
- Ilmarinen

### Grekland
- Georgios Averoff

### Japan
Admiral Usjakov-klass
- Mishima
- Okinoshima

### Nederländerna

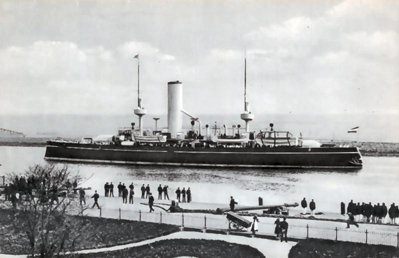
Hr.Ms. Evertsen

Evertsen-klass
- Hr.Ms. Kortenaer
- Hr.Ms. Evertsen
- Hr.Ms. Piet Hein

De Ruyter-klass
- Hr.Ms. De Ruyter

- Hr.Ms. Hertog Hendrik
- Hr.Ms. Marten Harpertszoon Tromp
- Hr.Ms. Koningin Regentes
- Hr.Ms. Jacob van Heemskerck
- Hr.Ms. Kortanaer
- Hr.Ms. De Zeven Provinciën
- Hr.Ms. Soerabaja

### Norge

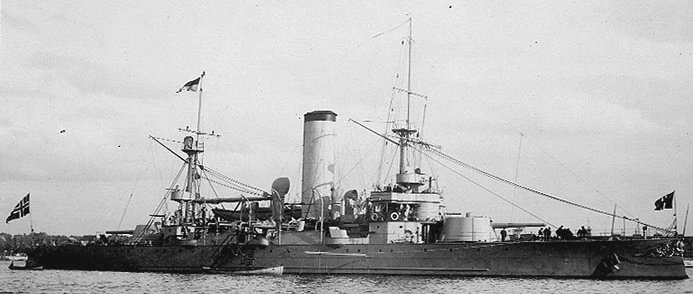
Tordenskjold

Bjørgvin-klass
- KNM Bjørgvin
- KNM Nidaros

Eidsvold-klass
- KNM Eidsvold
- KNM Norge

Tordenskjold-klass pansarskepp
- KNM Tordenskjold
- KNM Harald Haarfagre

### Ryssland
Admiral Usjakov-klass
- Admiral Usjakov
- Admiral Senjavin
- General Admiral Apraksin

### Storbritannien
Bjørgvin-klass
- HMS Glatton
- HMS Gorgon

### Sverige

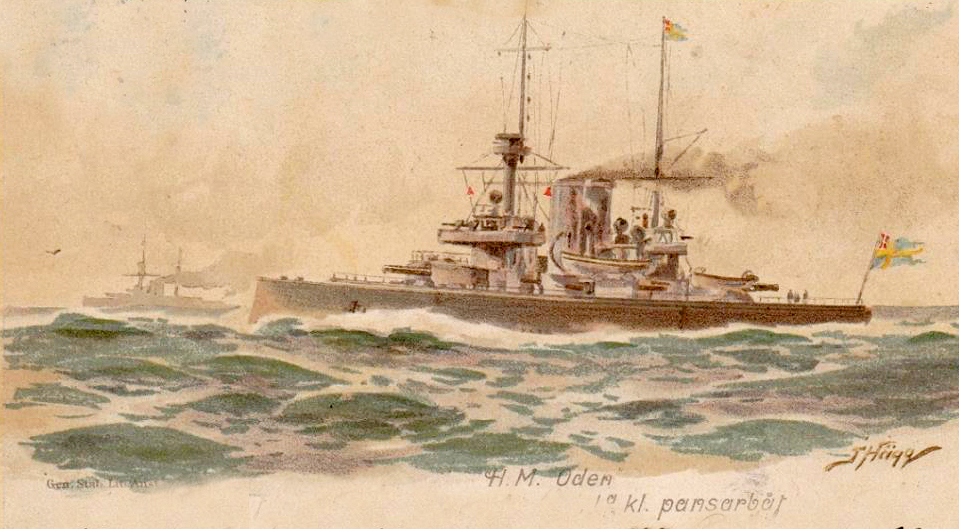
HMS Oden

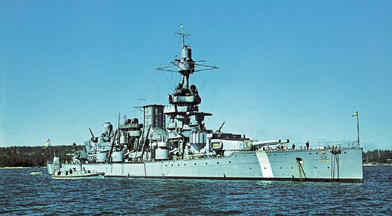
HMS Sverige

Svea-klass
- HMS Svea
- HMS Göta
- HMS Thule

Oden-klass
- Oden
- HMS Niord
- HMS Thor (1898)

Dristigheten-klass
- Dristigheten

Äran-klass
- HMS Äran
- HMS Tapperheten
- Wasa
- HMS Manligheten

Oscar II-klass
- HMS Oscar II

Sverige-klass
- Sverige
- HMS Drottning Victoria
- HMS Gustav V

### Thailand

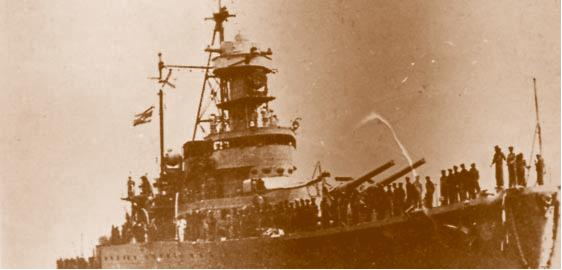
Dhonburi

Dhonburi-klass
- Dhonburi
- Sri Ayuthia

### Tyskland

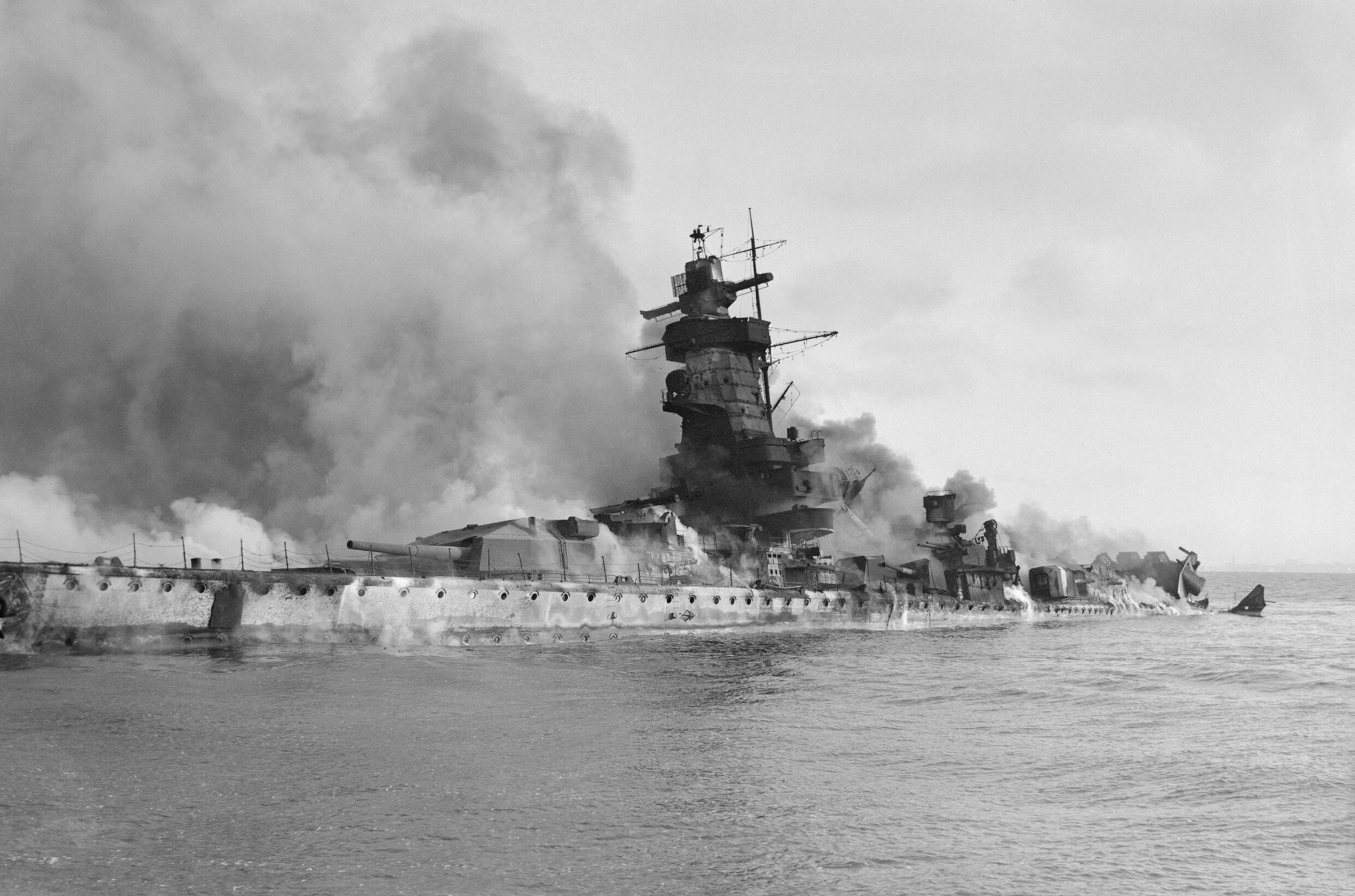
Admiral Graf Spee i lågor.

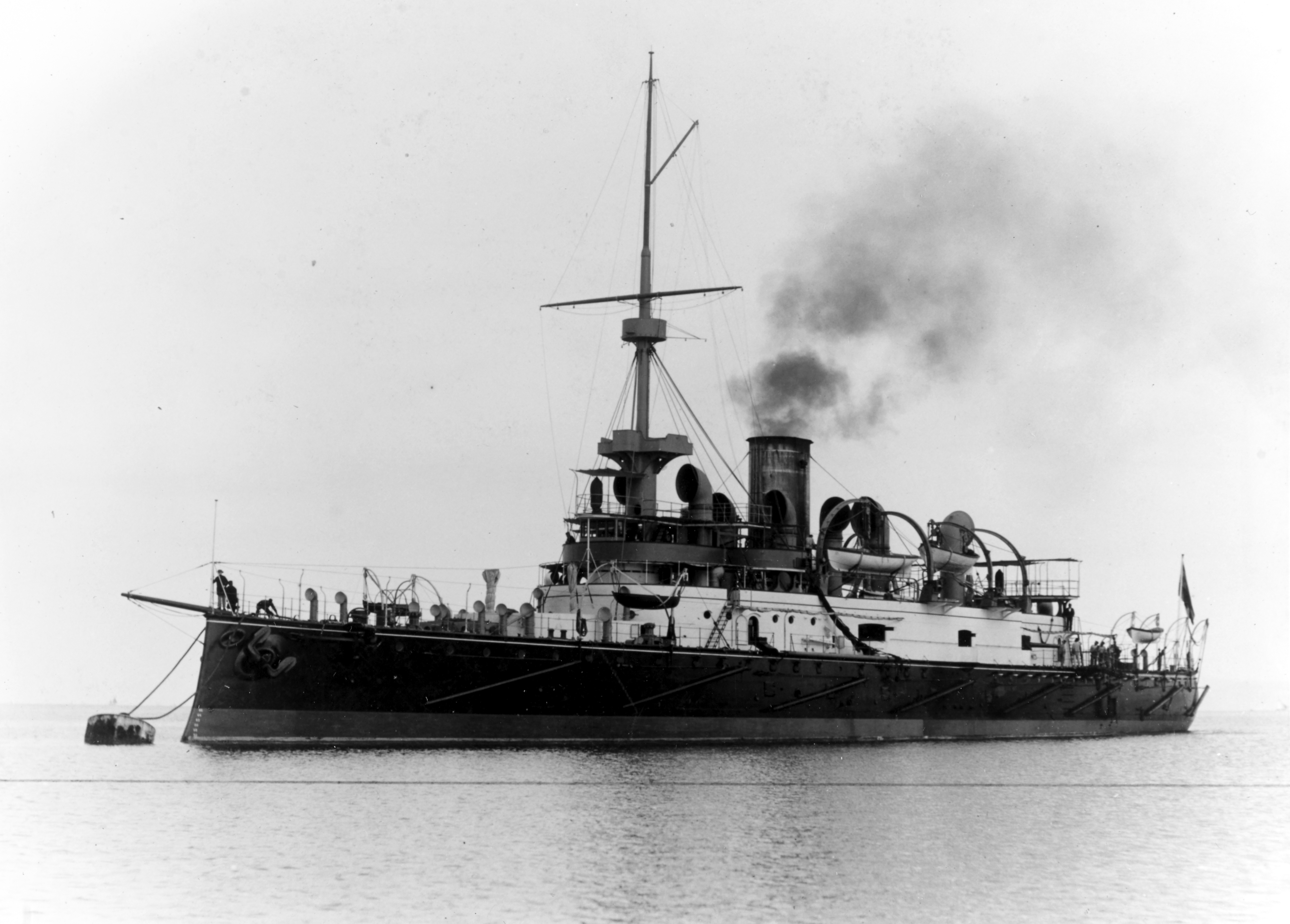
SMS Wien.

Deutschland-klass
- Admiral Graf Spee
- Admiral Scheer
- Deutschland / Lützow

Siegfried-klass
- SMS Siegfried
- SMS Hildebrand
- SMS Beowulf
- SMS Hagen
- SMS Frithjof
- SMS Heimdall
- SMS Odin
- SMS ÄgirSMS Wien.

### Österrike-Ungern
Monarch-klass
- SMS Monarch
- SMS Wien
- SMS Budapest